# The Pink Panther Theme
«The Pink Panther Theme» es una composición instrumental de Henry Mancini escrita como el tema de la película de 1963 La pantera rosa y posteriormente propuesta como candidata al Óscar a la Mejor Banda Sonora Original en 1964. El personaje de dibujos animados del mismo nombre creado para los créditos de apertura de la película por David DePatie y Friz Freleng fue animado a tiempo para la canción. El solo de tenor de saxofón fue interpretado por Plas Johnson.

## Visión general
La canción se incluyó en el álbum de la banda sonora de la película y se publicó como sencillo (en los Estados Unidos) en 1964; el sencillo alcanzó el top 10 en la lista Billboard adult contemporary chart de los Estados Unidos y ganó tres Premios Grammy.
Varias grabaciones de la composición aparecieron en los créditos iniciales de todas las películas de La Pantera Rosa, excepto A Shot in the Dark y Inspector Clouseau, el rey del peligro. También se ha utilizado en innumerables obras en las que aparece la Pantera Rosa animada.
«The Pink Panther Theme», compuesto en clave de Mi menor, es inusual para el amplio uso de cromaticismo de Mancini.
En su autobiografía Did They Mention the Music?, Mancini habló sobre cómo compuso el tema musical:

«Les dije [a los animadores] que les daría un ritmo al que pudieran animar, de modo que cada vez que hubiera movimientos llamativos, alguien fuera golpeado, podría marcarlo.

[Los animadores] terminaron la secuencia y la miré. Todos los acentos de la música se sincronizaron con acciones en la pantalla.

Tenía en mente un saxofonista específico: Plas Johnson. Casi siempre preparo a mis intérpretes y escribo para ellos y alrededor de ellos, y ¡plas! tenía el sonido y el estilo que quería».

## Personal
- Ronny Lang, Ted Nash, Plas Johnson, Gene Cipriano, Harry Klee – saxofones
- Conrad Gozzo, Pete Candoli, Frank Beach, Ray Triscari – trompetas
- Dick Nash, Lloyd Ulyate, Jimmy Priddy, Lew McCreary – trombones
- Howard Roberts, Bob Bain – guitarras
- Larry Bunker – vibráfono y percusión
- Jimmy Rowles – piano
- Red Mitchell – bajo
- Shelly Manne – batería
- Carl Fortina – acordeón

## Otras versiones
En la película de 1968 La venganza de la pantera rosa, el tema, y gran parte de la banda sonora de esta entrada de la serie, se nutre fuertemente del sonido disco de finales de los años 1970. El tema en sí fue rediseñado para incluir una línea de bajo más dancy, piano eléctrico y solo de guitarra. Una cosa similar se hizo para La maldición de la pantera rosa, de 1983, para la que se incorporaron más sonidos electrónicos.
El tema fue utilizado en la versión en vivo de John McLaughlin y Al Di Meola de Short Tales of the Black Forest de Chick Corea, del álbum de 1981 Friday Night in San Francisco.
En la película de 1993, El hijo de la pantera rosa, el tema fue reorganizado e interpretado por Bobby McFerrin en los títulos de apertura. Esta versión fue única al ser realizada a capela.
El primer episodio de la serie de anime Idol Defense Force Hummingbird hace uso de una versión de portada del tema en una escena en la que dos reporteros se cuelan en el dormitorio de los protagonistas Satsuki y Yayoi Toreishi para obtener una primicia.
Las actrices Drew Barrymore, Lucy Liu y Cameron Diaz y el cuerpo de baile de The Pussycat Dolls bailaron con el tema de la película Los ángeles de Charlie: Al límite.
Laurence Juber, el que fuera guitarrista de Wings junto a Paul McCartney, realizó un espectacular arreglo para guitarra solo del tema en el álbum de tributo a Henry Mancini  'Pink Guitar' (2004), por el que ganó su segundo premio Grammy.
Christophe Beck reorganizó la música para el reinicio de 2006, así como su secuela, La pantera rosa 2 (2009). Paul Oakenfold remezcló el tema principal de la película de 2006.
En 2007, el saxofonista Dave Koz grabó una versión para su álbum At the Movies.